# Sveti Mihovil, Pula
Sveti Mihovil (tal. San Michele) je gradska četvrt u Puli koja upravno pripada mjesnom odboru Gregovica.
Sveti Mihovil sa sjevera ograničuje Kaštanjer, s istoka Bolnica, s juga Pragrande, a sa zapada Monte Zaro i Stari Grad s Kaštelom.
Na brdu sv. Mihovila nalazi se istoimena austrijska utvrda, Fort San Michele, izgrađena u drugoj polovici 19. stoljeća radi obrane ratne luke.
Na ovom se području vjerojatno nalazila opatija sv. Mihovila koja je propala 1458. godine. Uz opatiju se nalazila crkva sv. Klementa koja je služila kao mauzolej za pokapanje istarskih markiza. U njoj je pokopan Salomon, ugarski kralj i prvi sin kralja Andrije I. U pulskom Arheološkom muzeju još se čuva natpis koji je stajao nad Salomonovim grobom, a glasi: Hic requiescit illustrissimus Salamon Rex Pannoniae - („Ovdje počiva presvijetli Salomon, panonski kralj”)